# Dasyhippus
Dasyhippus is een geslacht van rechtvleugeligen uit de familie veldsprinkhanen (Acrididae). De wetenschappelijke naam van dit geslacht is voor het eerst geldig gepubliceerd in 1930 door Uvarov.

## Soorten
Het geslacht Dasyhippus omvat de volgende soorten:
- Dasyhippus barbipes Fischer von Waldheim, 1846
- Dasyhippus escalerai Bolívar, 1899
- Dasyhippus peipingensis Chang, 1939